# Старочеркасская

План войскового города Черкасска, вторая половина XIX века

Старочерка́сская (Старочерка́сск, до 1805 года — Черка́сск) — станица в Аксайском районе Ростовской области России.
Станица расположена на правом берегу реки Дон, в 30 км от областного центра. Административный центр Старочеркасского сельского поселения. Известна как столица Донского казачества и место рождения генерала Матвея Платова и многих иных донских героев. В центре станицы расположены Свято-Донской Старочеркасский мужской монастырь и Старочеркасский музей-заповедник, занимающий площадь 180 га. Ежегодно в станице проводится Фестиваль казачьей культуры.
В соответствии с приказом министерства культуры России и министерства регионального развития России от 29 июля 2010 года № 418/339 станица включена в перечень исторических поселений Российской Федерации.
25 апреля 2020 года станица удостоена почётного звания «Населённый пункт воинской доблести Ростовской области».

## История
Первые упоминания о Черкасском городке на Дону в исторических актах датируются 1570 годом. В словаре А. Щекатова говорится следующее:

«Когда турецкое войско ходило под Астрахань, то в оное время царём Иоанном Васильевичем призван был с Днепра князь Михайло Вишневецкий с 5000 запорожских казаков, которые, соединясь с поселенными на Дону, великую победу на сухом пути и на море над турками одержали, и таким образом без оных черкасских казаков большая часть оставшись на Дону в 1570 году, построили совокупно с Донским сей город, в коем и жили долгое время без жён, как запорожцы».— 
Известный историк XIX века В. Б. Броневский в своей книге «История Донского войска» пишет:

«В 1570 году запорожские черкасы в 60 верстах от Азова построили новый городок, назвав его своим именем Черкас».— 
Н. М. Карамзин предполагал, что ещё при отце Ивана Грозного:

…между Азовским и Каспийским морем сделалась новая воинственная республика, составленная из людей, говорящих нашим языком, исповедующих нашу веру…; взяли город Ахас, назвали его, думаю, Черкасским, или Козачьим (ибо то и другое имя знаменовало одно)…— «История государства Российского». — Т. 8.

### Спекуляции донских краеведов о времени основания поселения
Не сообразуясь с данными научной археологии, донские краеведы убеждены в домонгольском происхождении поселения. В их сочинениях можно встретить утверждения, будто «повсюду» в пределах станицы имеются культурные слои и отложения, относящиеся к временам, предшествующим нашествию Батыя (то есть XIII век и ранее). Краевед В. Н. Королёв в своей книге «Донские казачьи городки», ссылаясь на другого донского историка Е. П. Савельева, утверждавшего, что лично видел оригиналы документов, указывает, что документы на приобретение у татарского князька казаком известного «дома казака Жученкова» датированы 1517 годом (составлены на двух языках — татарском и старославянском). Причём дома эти якобы строили не татары, и они не были новыми на момент приобретения. Сам Е. П. Савельев озвучивал донаучные представления, будто город Черкасск был построен на месте затопленного при взятии монголами в XIII веке города Орна (или Орнач), в урочище «Черкаской». А другой донской историк А. Г. Попов утверждал, что в 1500 году казаки как раз перешли в новое место (урочище «Черкаской») из города Орна, для создания там новой столицы, которых в 1570 году численно пополнили казаки-запорожцы, которые с Днепра переселились на Дон. Впрочем, документальные подтверждения утверждений краеведов о глубокой древности Черкасска отсутствуют.

### История Старочеркасска в XVII веке
В 1637 году из Старочеркасска начался Азовский поход, когда, взяв турецкую крепость Азов, казаки обороняли её четыре года. В отместку турки в 1643 году захватили и полностью сожгли Черкасск, однако уже в следующем году городок был восстановлен и укреплён. В том же 1644 году в Черкасск перемещается главный стан, что превращает его в столицу донского казачества. В последующие годы были отбиты несколько нападений крымских татар. В 1650 году по данному во время азовской кампании обету строится первый (деревянный) войсковой собор. На площади возле собора (майдане) собирались войсковые круги.
Именно в Черкасске в 1667 году началось восстание Степана Разина, казака станицы Зимовейской. В 1696 году Черкасск стал базой и местом сбора войск Петра I во втором удачном Азовском походе.

### История Старочеркасска в XVIII веке
В 1708 году в своём курене был убит предводитель другого восстания — Кондратий Булавин.
До постройки Новочеркасска (новой столицы казаков, в начале XIX века) Черкасск (станица Старочеркасская) был единственным населённым пунктом, делившимся на станицы внутри себя (Черкасскую, Дурновскую, Скородумовскую, Прибылянскую, Среднюю, Павловскую, Рыковскую, Тютеревскую (Новоскородумовскую), Татарскую, Ратинскую и так далее). В 1751 году была освящена церковь апостолов Петра и Павла, в которой крестили легендарного атамана Платова. Все казачьи походы того периода начинались от другой черкасской церкви — Преображения Господня, построенной в XVII веке в Ратном урочище, на кладбище Черкасска.
В XVIII веке донская столица представляла собой сильную крепость. «Находившись пред самыми землями неприятелей своих и чрез то подверженный всегдашним их набегам, Черкасск, — как писал В. Д. Сухоруков,— ещё в XVII столетии имел вокруг деревянную, стену, внутри набитую землею. В приличных местах поставлены были таковые ж бастионы, достаточно снабженные пушками … Данило Ефремов в 1742 году предпринял укрепить Черкасск каменною стеною и уже начал было работы от стороны реки Дона, но… только одну начатую стену позволили достроить… Сия новая стена простиралась около станиц Черкасской, Прибылянской и Дурновской, и на ней помешалось шесть бастионов. Станицы Татарскую и Середнюю защищал двойной палисадник с двуми бастионами, примкнутый обоими концами к Протоку. Станицы Рыковская и Тютеревская прикрыты были со стороны неприятельской таким же палисадником с двумя бастионами. Равно и станица Ратинская с предместьями имела свой палисадник.» Городские бастионы, «отстоя один от другого на 100 и на 200 саженей, весьма способствовали крепости города».
Во второй половине XVIII века число бастионов довели до 11, из которых 2 были каменными и 9 деревянными; 7защищали центральную часть Черкасска, 4 прочую. Высота внешней стены самого мощного из раскатов, Даниловского, составила и современном пересчете 4,56 м, внутренней 2,35 м. Позднейшие краеведы определили, что длина черкасской стены, деревянной и каменной вместе, превышала 2,3 км. Упомянутый выше палисадник, или палисад, в 1780-х годах был «мерою кругом … с предместиями двадцать верст». Согласно В. И. Далю, палисадник представлял собой вообще «забор, ограду из тычин, из жердей тычком, стойком», а военный палисадник состоял «из сплошного частокола, из заостренных кверху свай, связанных шипами, сквозным прогоном или пришивным брусом».
В конце XVIII века, при атамане А. И. Иловайском было открыто «Главное народное училище», при нём был организован музей с естественно-историческим отделом и богатым собранием костей «допотопных животных», которые извлекались рыбаками из Дона.
В 1744 году Черкасск практически полностью выгорел (застройка города всегда велась очень плотно) и позже не смог полностью восстановиться.

### История Старочеркасска в XIX веке
В 1804 году был учреждён Кавказский почтовый тракт: Старочеркасск, Ставрополь, Георгиевск вместо прежнего пути от Астрахани на Георгиевск. Позже в 1806 году был заключён контракт с Ильёй Волковым на почтовую «гоньбу»: на 16 почтовых станциях по тракту должно было находиться по 16 лошадей, а на Георгиевской — 24. Из Георгиевска шло почтовое сообщение с Константиногорском и возникшей у крепости Слободкой.
Весной разливы Дона регулярно затопляли город. Именно из-за постоянных разливов и пожаров, атаманом М. И. Платовым и было в 1804 году принято решение об основании новой столицы Области Войска Донского, — и в 1805 году она была перенесена в Новочеркасск. После чего Черкасск стал именоваться Старочеркасском, а к концу XIX века потерял статус города.
В 1970 году, по совету ученых Ростовского государственного университета, проведено торжественное празднование 400-летия станицы Старочеркасской (1570—1970). В этот же год по инициативе М. А. Шолохова в станице, в честь 400-летия Старочеркасска, был основан Старочеркасский историко-архитектурный музей-заповедник.

### Административное деление
Станица Старочеркасская относилась к Черкасскому округу Области войска Донского и на 1918 год включала следующие хутора:
| - Алитуб - Андропов - Арпачин - Больше-Безводный - Больше-Таловый - Будников - Булочкин | - Верхне-Подпольный - Верхние Хорули - Воровско-Балкский - Вуколов - Жуков - Кагальничек - Кольчук | - Конторский - Красноярский - Кузнецов - Кузьмин - Мало-Безводный - Малый Таловый - Махин | - Нижне-Подпольный - Нижние Хорули - Нискубин - Панков - Полтавский - Пустошкин - Пятая Сотня | - Ракитный - Рыков - Рогожкин - Родники - Средние Хорули - Таврический - Татаркин | - Тацын - Ткачев - Турчанинов - Усмань - Херсонский - Чекалов |

### Станичные атаманы
| - 1738 — Ефремов Данила - 1867 — Божков Степан Петрович , отст. подполковник - 1868 — Поляков Николай Кондратьевич, хорунжий - 1869 — Поляков Николай Кондратьевич, хорунжий - 1871 — Мамонов Макар Тимофеевич, урядник - 1873 — Мамонов Макар Тимофеевич, коллежский регистратор - 1874 — Мамонов Макар Тимофеевич, коллежский регистратор - 1875 — Красовский Николай Александрович, коллежский регистратор - 1876 — Ермилов Пётр Фёдорович, подполковник - 1878 — Кутейников Михаил Фёдорович, есаул - 1879 — Кутейников Михаил Фёдорович, есаул - 1880 — Красовский Семён Александрович, казак - 1881 — Красовский Семён Александрович, казак - 1883 — Поляков Николай Кондратьевич, хорунжий - 1884 — Поляков Николай Кондратьевич, хорунжий - 1885 — Поляков Николай Кондратьевич, хорунжий - 1887 — Горелов Иван Иванович, есаул - 1888 — Татаркин Михаил Алексеевич, урядник - 1889 — Татаркин Михаил Алексеевич, урядник - 1890 — Татаркин Михаил Алексеевич, урядник - 1891 — Татаркин Михаил Алексеевич, урядник - 1892 — Смирнов Федор Михайлович, полковник - 1893 — Смирнов Фёдор Михайлович, полковник - 1895 — Желябин Иван Николаевич, урядник - 1896 — Желябин Иван Николаевич, урядник - 1897 — Желябин Иван Николаевич, урядник - 1898 — Желябин Иван Николаевич, урядник - 1899 — Смирнов Фёдор Иванович, Войсковой старшина | - 1900 — Герасимов Георгий Иванович, подъесаул - 1901 — Яновский? - 1902 — Галдин Александр Петрович, войсковой старшина - 1903 — Аврамов Семен Иванович, подъесаул - 1904 — Аврамов Семен Иванович, подъесаул - 1905 — Кумсков Гавриил Николаевич, войсковой старшина - 1906 — Кумсков Гавриил Николаевич, войсковой старшина - 1907 — Главнев Семён Иванович, урядник - 1908 — Попов Степан Степанович, подъесаул - 1909 — Попов Степан Степанович, есаул - 1910 — Полковников Александр Иванович, войсковой старшина - 1911 — Полковников Александр Иванович, войсковой старшина - 1912 — Артамонов Пётр Петрович, полковник - 1913 — Артамонов Пётр Петрович, полковник - 1914 — Артамонов Пётр Петрович, полковник - 1915 — Артамонов Пётр Петрович, полковник - 1916 — Хопрянинов Иван Петрович, урядник - 1917 — Хопрянинов Иван Петрович, урядник |

(по данным «Памятных Книг Области Войска Донского», 1868—1916 годы)
Станичные атаманы обычно избирались на 3 года.

## Население
| 1897 | 1926  | 1989  | 2002  | 2010  |
| ---- | ----- | ----- | ----- | ----- |
| 5060 | ↘4412 | ↘1424 | ↗1869 | ↗2399 |

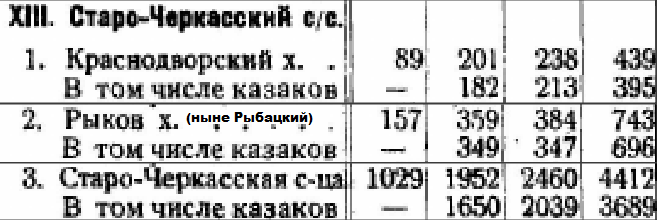
Станица Старочеркасская по переписи 1926 года

На 1926 год по переписи населения в станице проживало 4412 человек, из них 3689 назвали себя казаками по национальности. При этом в хуторе Рыкове жило 743 человека, из них 696 казаков. Вместе станица Старочеркасская и хутор Рыков (Рыбацкий) по численности в 1926 году составили 5155 (из них казаков 4485) человек.

### Известные люди

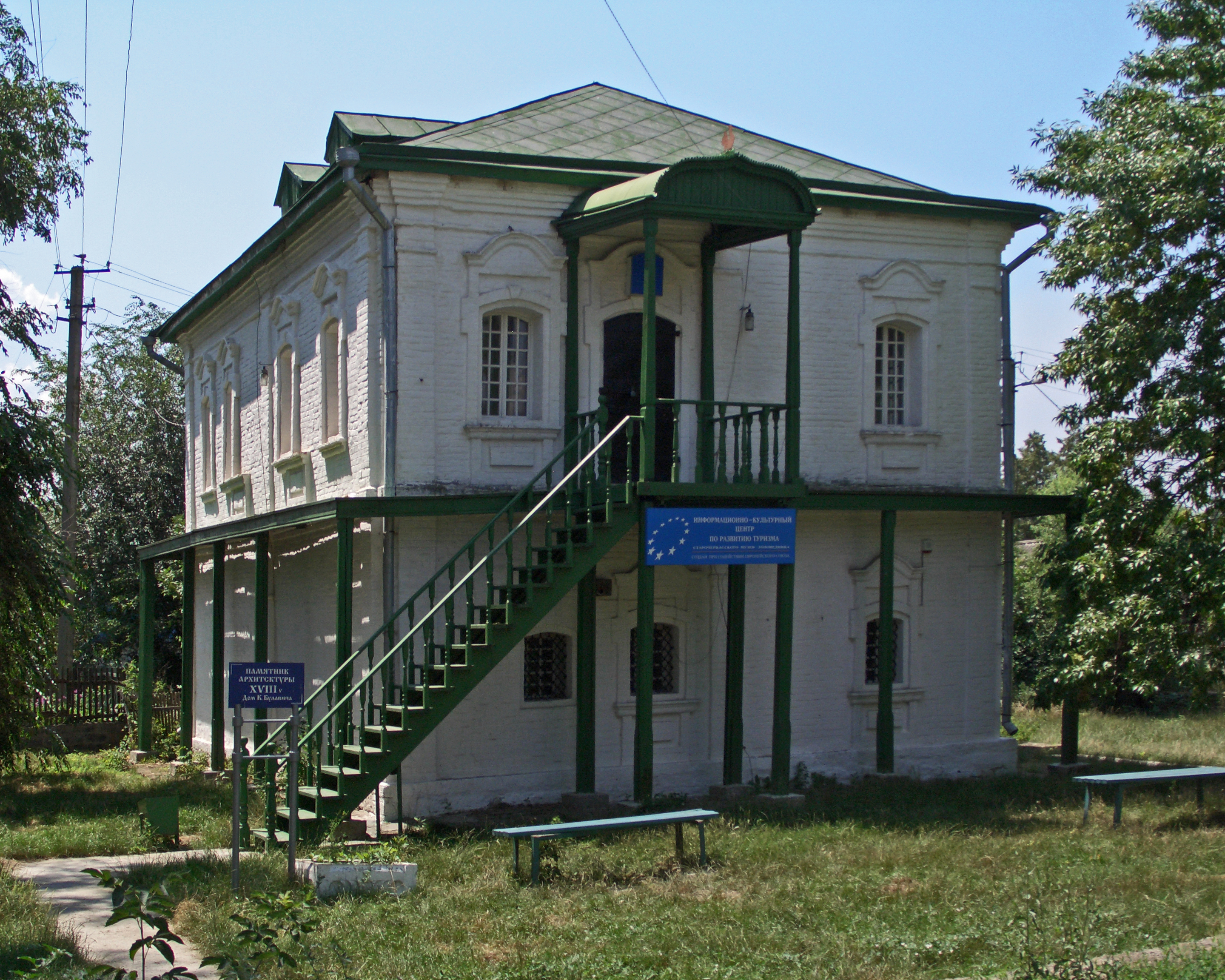
Дом Кондратия Булавина

- Ковалёв, Михаил Васильевич (1910—1944) — Герой Советского Союза.
- Платов, Матвей Иванович (1753—1818) — казачий полководец, граф (1812), генерал от кавалерии.
- Резанов, Виктор Дмитриевич (1922—1982) — Герой Советского Союза.
- Татаркин, Пётр Евпсифович (1912—1943) — Герой Советского Союза.
- Токарев, Александр Павлович (1937) — искусствовед, коллекционер, собиратель и пропагандист народного искусства.
- Туроверов, Николай Николаевич (1899—1972) — поэт, донской казак.
- Фоменко, Владимир Дмитриевич (1911—1990) — писатель и журналист.

Возможно, что в Старочеркасске похоронена умершая в городской тюрьме мать Емельяна Пугачёва.

## Русская православная церковь
Воскресенский войсковой собор

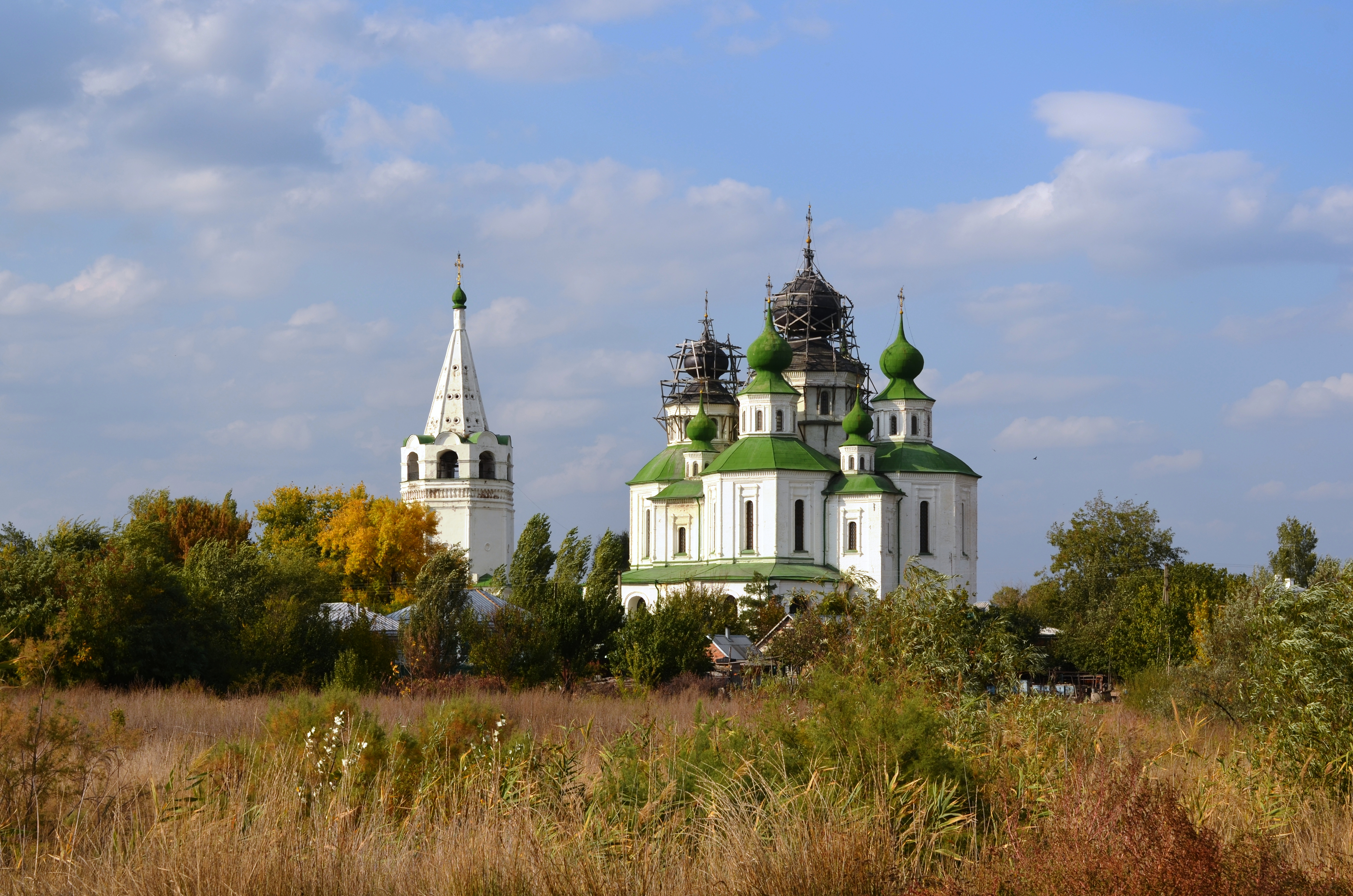
Войсковой Воскресенский собор

Главная архитектурная достопримечательность Старочеркасска — Воскресенский войсковой собор возведённый в 1706—1719 годы, первая каменная церковь в низовьях Дона. Вплоть до 1805 года Воскресенский собор являлся главным храмом не только Черкасска, но и всего Войска Донского.
Это девятиглавый храм, построенный неизвестным архитектором в стиле казацкого барокко. Храм был возведён во время действия указа Петра I, запрещавшего строительство каменных зданий везде, кроме Петербурга. Однако, в виду политической необходимости, Пётр сам содействовал строительству, помогая деньгами, утварью, специалистами и, как утверждается, лично приняв символическое участие в строительстве (что заявлено на памятной надписи, сделанной, правда, уже в XIX веке). Собор окружен двухъярусной галереей — гульбищем, визуально связавшей его с архитектурой казачьих куреней Черкасска.
Интерьер собора поражает своим убранством, находящимся в контрасте со сдержанным внешним видом. Уникальный пятиярусный позолоченный резной иконостас размером 19x23 метра содержит в себе 149 икон середины XVIII века, выполненный в технике резьбы по дереву.
Из необычных деталей привлекают внимание металлические плиты перед алтарём, где находятся отлитые надписи о том, что на этом месте в своё время молились русские императоры и великие князья. А при входе в храм на стене висят массивные кандалы и цепи, в которые был якобы закован Степан Разин перед отправкой на казнь. Тут же недалеко, в галерее, за металлической плитой, находится прах того человека — войскового атамана Кирилла Яковлева, — который выдал своего крёстного сына Степана царскому правительству.
Возле храма находится двухъярусная шатровая колокольня высотой 45,8 метра. Это единственное здание такого типа в Южной России. Колокольня состоит из подклета, четверика, восьмерика и увенчанного крестом шатра. Сейчас она, как и здание собора, находится в ведении Донского Старочеркасского монастыря.
Рядом с колокольней выложены захваченные в Азовском сидении трофеи, такие как: створки крепостных ворот, две калитки и коромысло торговых весов и так далее.
Церковь Петра и Павла
Церковь Петра и Павла построена на площади бывшей Прибылянской станицы. Деревянная церковь, ранее стоявшая на этом месте, упоминается в грамотах войска Донского ещё в 1692 году. После очередного пожара, произошедшего в 1744 году, она была выстроена заново, но уже из камня. Строительство происходило с 1749 по 1751 годы по инициативе атамана Данилы Ефремова. Есть информация, что императрица Елизавета Петровна оказывала помощь в строительстве и даже прислала из Москвы мастера-строителя и десять штукатуров и каменщиков. В 1751 году здесь был крещён знаменитый казачий атаман Матвей Платов.
- Свято-Донской Старочеркасский мужской монастырь в станице Старочеркасская возрожден трудами первого наместника в 1994 году архимандрита Модеста.
- Старочеркасский историко-архитектурный музей-заповедник занимает площадь 180 га. Фонды музея насчитывают около 50 000 экспонатов. Комплекс был образован по инициативе писателя М. А. Шолохова в декабре 1970 года. Музей-заповедник включает в себя территорию бывшего города Черкасска (центр станицы) с более 100 памятников гражданской и культовой архитектуры, а также несколько исторических территорий в окрестностях Старочеркасска.
- Преображенская церковь (1740) со старинным кладбищем, расположенная в Ратном урочище.

## Достопримечательности и туризм

### Атаманское подворье
В этом архитектурном комплексе сосредоточены архитектурные памятники XVIII—XIX веков — усадьба атаманов Ефремовых с Донской домовой церковью.
Подворье, лежащее на территории бывшей Средней станицы, принадлежало одному из известнейших и богатейших казачьих родов — Ефремовым. Начало достатку положил атаман Данила Ефремов, владевший под конец жизни лавками, кабаками, мельницами, табунами лошадей и огромными наделами (большую часть которых составляли захваченные им общинные земли).
Сначала на подворье был выстроен по образцу усадеб столичного дворянства атаманский дворец. Сохранившееся здание насчитывает 21 комнату, а его общая площадь составляет более 1000 м².
В 1756—1761 годах была выстроена домовая церковь Ефремовых во имя Донской иконы Божией Матери. Существует предание, что образцом послужила церковь на Ближних пещерах Киево-Печерской лавры, где в молодости ктитором служил основоположник клана. Впоследствии к церкви были пристроены два придела: 1817 году — придел Николая Чудотворца, а в 1843 году придел Даниила Столпника. За восточной стороной церкви расположено родовое кладбище Ефремовых.
В 1837 году подворье было пожертвовано для размещения женского монастыря, после чего на нём построили келейной здание и обнесли каменной стеной с редкими арочными святыми воротами.

### Прочие достопримечательности[14]
- Остатки оборонительных бастионов XVII—XVIII веков.
- Аннинская крепость — земляная крепость в пяти километрах северо-восточнее Старочеркасска, практически на берегу Дона.
- Монастырское урочище (Монастырск) расположено в семи километрах от Старочеркасска вниз по Дону.
- Дом атамана Кондратия Булавина, вождя восстания казаков против Петра I.
- Мемориальная доска в память о поэте-эмигранте Н. Н. Туроверове.
- Дом зажиточного казака, дом-крепость является одним из старейших на Дону.
- Дом-музей писателя Владимира Фоменко (был восстановлен 2025 году автономной некоммерческой организацией «Любо». В процессе работ по реставрации здания были найдены подлинные письма Твардовского к Фоменко)

## Экранизации

Фотогалерея
Памятник основателям станицы
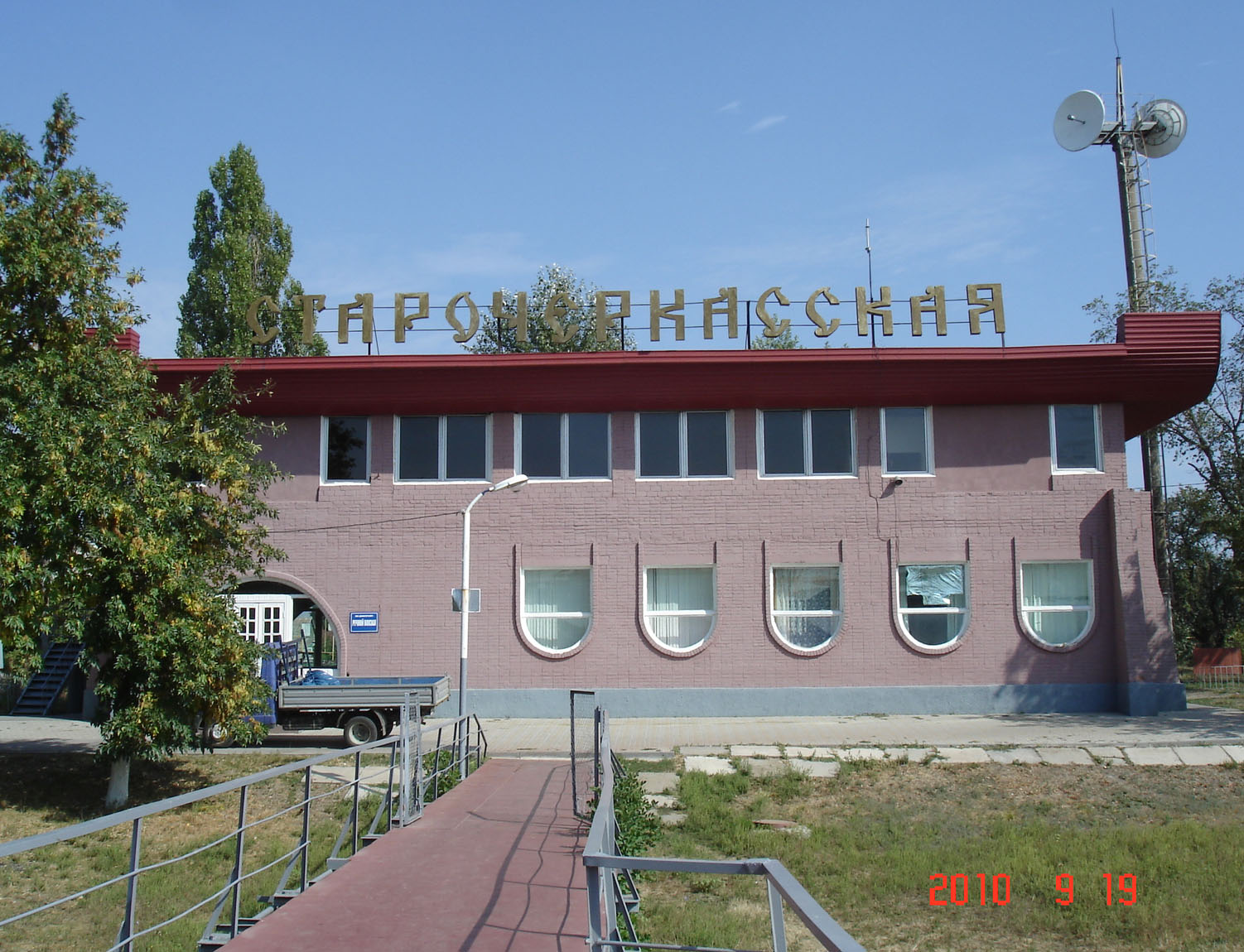
Речной вокзал

## Транспорт
Старочеркасская связана с Ростовом-на-Дону через Аксай дорогой с твёрдым покрытием. Через Дон имеется паромная переправа: Старочеркасская — хутор Рыбацкий, выводящая на дорогу в Батайск (паром функционирует по расписанию).
В летнее время по субботам и воскресеньям от набережной Ростова-на-Дону ходит теплоход с туристическим круизом Ростов — Старочеркасск — Ростов.
Кроме того, также курсирует ежедневный автобус по маршруту № 232: Ст. Старочеркасская — Аксай — Ростов-на-Дону (пл. Карла Маркса).